# 임솔아
임솔아(본명: 임은혜, 본명 한자: 林恩惠, 1991년 5월 8일 ~ )는 소속사 에스비 커뮤니케이션즈에 소속된 대한민국의 레이싱 모델 겸 가수이다.

## 에이빙 모델
- 2019년 - 서울 모터쇼 시트로엥 포즈모델
- 2018년 - 서울오토살롱 ADRO & GP 포즈모델
- 2017년 - 오토모티브위크 OXK 포즈모델
- 2017년 - 서울모터쇼 인피니티 레이싱모델
- 2016년 - 서울오토살롱 레이싱모델
- 2016년 - 부산국제모터쇼 쉐보레 레이싱모델
- 2015년 - 서울모터쇼 현대상용차 레이싱모델
- 2015년 - 서울오토살롱 레이싱모델
- 2014년 - 부산국제모터쇼 르노삼성 레이싱모델
- 2014년 - 아시안 르망 시리즈 레이싱모델
- 2013년 - 제1회 튜닝카 경진대회 레이싱모델

## 레이싱 모델
- 2018년 - 한국타이어 스폰서쉽 전속 모델
- 2017년 - 한국타이어 스폰서쉽 전속 모델
- 2016년 - CJ대한통운 슈퍼레이스 챔피언쉽 쉐보레 레이싱팀 전속 모델
- 2015년 - 넥센타이어 스피드레이싱 엔페라컵 GRBs 레이싱팀 모델

## 가수 데뷔
2015년 박살컴퍼니 소속으로 정규 1집 RUSH로 레이싱모델 걸그룹 PPL의 막내로 데뷔하였고 계약종료로 PPL은 역사속으로 사라졌다. 현재는 아프리카 TV 임스찌 채널에서 방송중.